# Joseph Pützer
Mathias Joseph Pützer (* 1. September 1831 in Würselen; † 20. Oktober 1913 in Aachen) war ein deutscher Schulleiter sowie Mitbegründer und Ehrenmitglied des Vereins Deutscher Ingenieure (VDI).

## Leben und Wirken

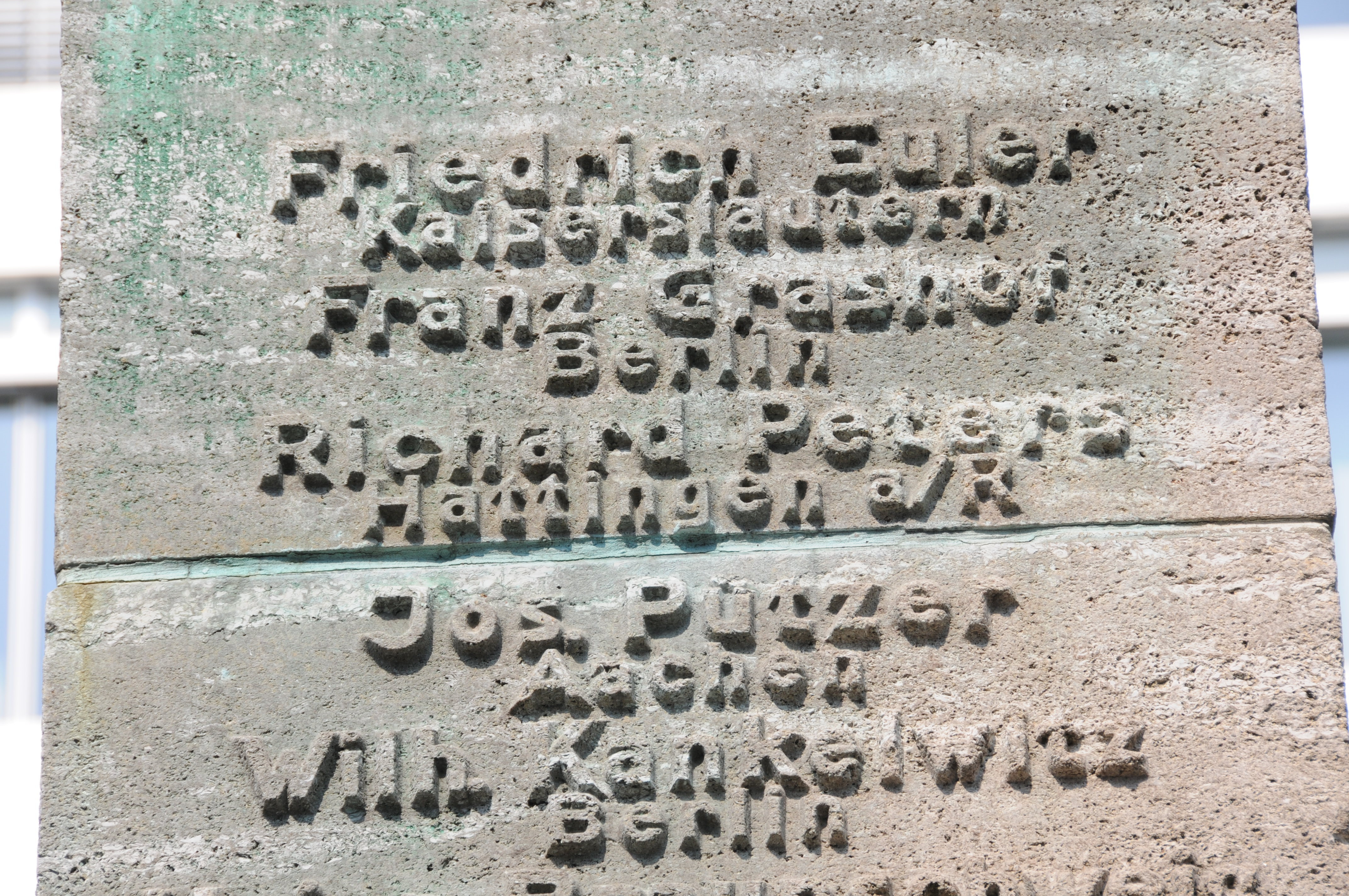
Der Name von Pützer auf dem VDI-Denkmal (Ausschnitt)

Joseph Pützer war der Sohn des Lehrers Johann Pützer (1807–vor 1843) und der Hebamme Anna Gertrud, geb. Kahlen (* 1810). Er besuchte nach seinem Schulabschluss im Jahr 1850 auf der kombinierten Höheren Bürger- und Provinzial-Gewerbeschule in Aachen das Gewerbeinstitut Berlin. Während seines dortigen Studiums zum Mathematik- und Gewerbelehrer trat er dem Akademischen Verein Hütte bei, der sich vorrangig mit der Idee befasste, einen Ingenieursverein zu gründen, dem die Ingenieursabsolventen nach dem Übertritt in das Berufsleben beitreten können. Zu diesem Zweck wurde 1855 eine Kommission von 17 Mitgliedern, darunter Joseph Pützer, eingerichtet, der die Abfassung eines Konzepts des zu begründenden Vereins erstellte. Unter seinem Vorsitz entstand der „Entwurf zu den Statuten des Vereins Deutscher Ingenieure“, der am 14. Juli 1855 der Generalversammlung vorgelegt und von ihr diskutiert und beschlossen wurde. Dies führte schließlich zur Gründung des Vereins Deutscher Ingenieure am 12. Mai 1856 in Alexisbad, wo auch Pützers Name auf das 1931 errichtete VDI-Denkmal eingraviert ist. Später gehörte Pützer dem Gründungsvorstand des VDI in den Jahren 1856/57 sowie den Vorständen des Jahres 1858 und 1873 an. In den Jahren 1864 und 1865 gehörte er neben Persönlichkeiten wie Franz Grashof, Wilhelm Kankelwitz, Richard Peters und Gustav Zeuner einer VDI-Kommission an, die sich mit der Ingenieurausbildung und der Organisation der polytechnischen Schulen befasste. 1876 gehörte er zu den Delegierten, die über die Herausgabe der Wochenschrift des Vereines deutscher Ingenieure berieten.
Nach seinem Studium kehrte Pützer wieder nach Aachen zurück, wo er wenige Monate später die Initiative zur Gründung des Aachener Bezirksvereins als lokalen Zweig des VDI ergriff. Am 2. November 1856 fanden sich mehr als 30 meist in der hiesigen Industrie tätige Herren zur konstituierenden Sitzung des neuen Bezirksvereins im VDI zusammen, der als dritte Regionalgliederung in der Folge nach Düsseldorf und Berlin schnell auf über 100 Mitglieder anwuchs. Im Jahr 1871 gehörte er zu den Mitbegründern der Naturwissenschaftlichen Gesellschaft Aachen.
Beruflich wurde Pützer als Fachlehrer für Mathematik, Mechanik und Maschinenkunde an der Höheren Bürgerschule, dem späteren Couvengymnasium Aachen, übernommen, die sich 1851 von der Provinzial-Gewerbeschule getrennt hatte. Im Jahr 1866 erfolgte seine Ernennung zum Direktor der Schule, die sich unter seiner Leitung zur Real- bzw. Oberrealschule entwickelte und 1866 in das Haus Alte Redoute in der Comphausbadsraße 11 und 1892 schließlich in dem nach Plänen von Joseph Laurent erbauten Neubau an der Vinzenzstraße umzog. Im Jahr 1900 ging Pützer in Pension.
Im Jahr 1860 nahm es Pützer in Angriff, auf dem Gebiet der Zahnradtechnik den Stoff des „spiraloidischen Eingriffs“ nach den Vorgaben von Théodore Olivier neu darzustellen und im deutschen Sprachraum einzuführen.
Außerberuflich war Pützer als bekennender Kunstfreund ein engagierter Zeichner und Violinist. Er gehörte 1877 zu den Inauguratoren des neu gegründeten Museumsvereins Aachen, saß fast 50 Jahre im Festkomitee des Niederrheinischen Musikfestes und war viele Jahre Vorsitzender der Aachener Liedertafel.
Für seine Verdienste wurde Pützer mit dem Titel Königlich Geheimer Regierungsrat geehrt und 1894 zum Ehrenmitglied des Vereins Deutscher Ingenieure ernannt. Der VDI-Bezirksverein Aachen würdigte Pützer ebenfalls mit der Ehrenmitgliedschaft.
Pützer war verheiratet mit Elisabeth, geb. Zander, die ihm neun Kinder gebar, darunter der spätere Architekt und Stadtplaner Friedrich Pützer. Er fand seine letzte Ruhestätte auf dem Aachener Ostfriedhof.